# Valle de Curicó

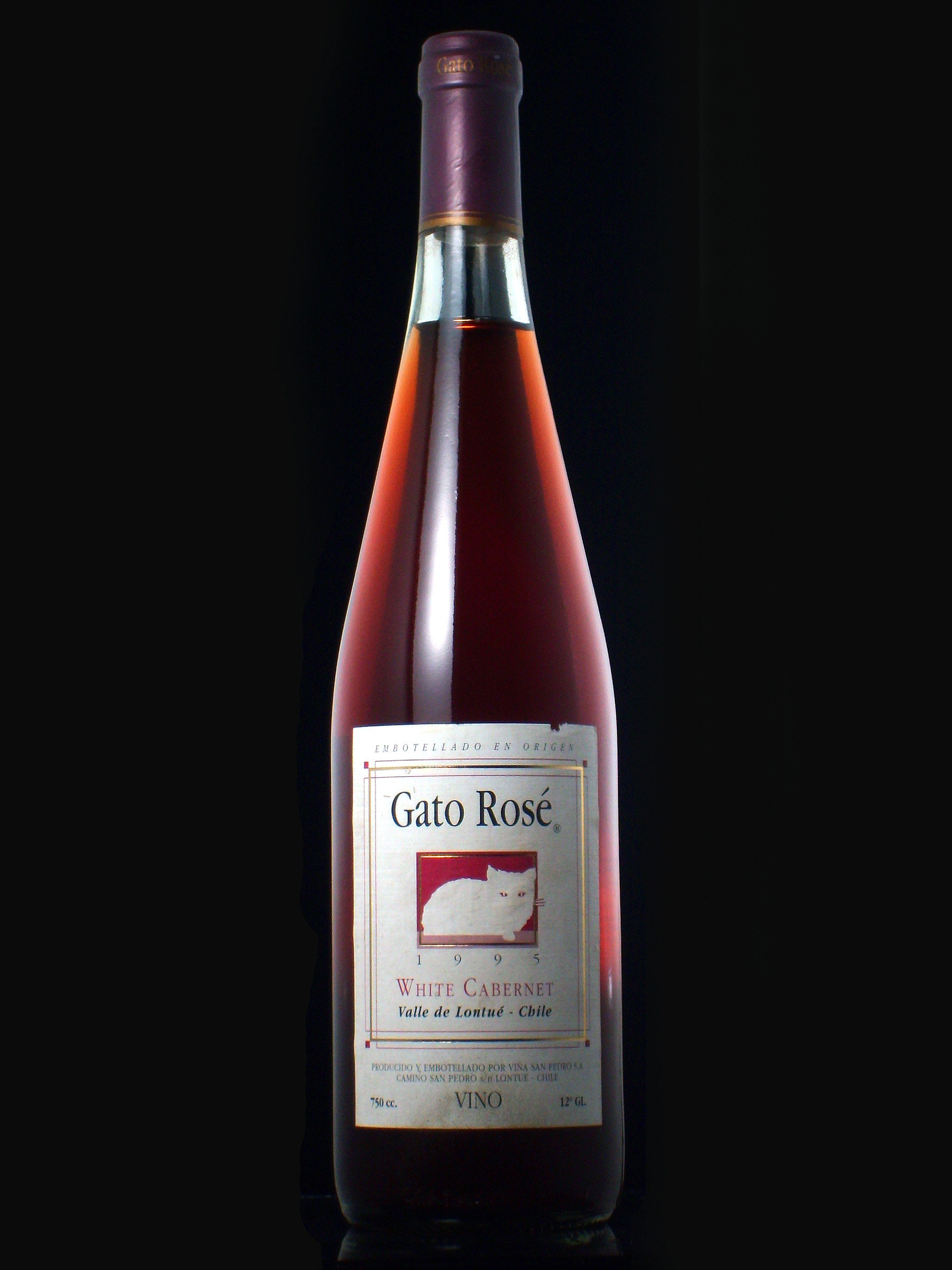
Vino rosado del Valle de Lontué.

Valle de Curicó es una denominación de origen chilena para vinos procedentes de la subregión vitícola homónima que se ajusten a los requisitos establecidos por el Decreto de Agricultura nº 464 de 14 de diciembre de 1994, que establece la zonificación vitícola del país y fija las normas para su utilización como denominaciones de origen.
El Valle de Curicó se encuadra dentro de la región vitícola del Valle Central y comprende la provincia administrativa de Curicó y el territorio de la comuna de Río Claro de la provincia de Talca, situadas en la Región del Maule. 
El clima de la subregión se caracteriza por la alta variación de temperatura entre el día y la noche, lo que produce una acidez elevada en los vinos blancos elaborados a base de Sauvignon Blanc. En las área más cálidas se producen vinos de Cabernet Sauvignon de gran calidad, en viñedos que frecuentemente tienen casi cien años de edad.

## Zonas y áreas
Dentro de la subregión viticola Valle de Curicó se distinguen dos zonas vitícolas denominadas Valle del Teno y Valle del Lontué. 

### Valle del Teno
La zona vitícola Valle del Teno, incluye tres áreas vitícolas que corresponden a cinco comunas, a saber:
- El área vitícola de Rauco, compuesta por las comunas administrativas de Rauco y Hualañé
- El área vitícola de Romeral, compuesta por las comunas administrativas de Romeral y Teno
- El área vitícola de Vichuquén, por la comuna administrativa homónima

### Valle del Lontué
Por su parte, la zona vitícola Valle del Lontué, incluye dos áreas vitícolas que corresponden a cuatro comunas, a saber:
- El área vitícola de Molina, compuesta por las comunas administrativas de Molina, Río Claro y Curicó
- El área vitícola de Sagrada Familia, por la comuna administrativa homónima

## Viticultura
De acuerdo al Catastro Frutícola Nacional 2015 y al Catastro Vitícola Nacional del año 2014, la Región del Maule posee 53.716,31 ha de viñedos, de los cuales  53.496,51 ha corresponden a viñedos vitícolas y solo 219,8 ha a viñas para uva de mesa, es decir 0,4%, siendo esta la región más al sur que produce este tipo de cultivo como fruta. Considerando sólo los cultivos vitícolas a nivel regional, las variedades blancas alcanzan a 14.633,65 ha, mientas que las tintas llegan a 38.862,86 ha.
Las comunas que componen la denominación de origen subregión vitícola Valle de Curicó cuentan con 19.819,98 ha de viñas vitícolas. 

### Viníferas blancas
En las comunas que componen la subregión vitícola de Valle de Curicó hay 7.728,92 ha de superficie dedicadas a las variedades blancas (39%).
Las variedades blancas que se cultivan actualmente en subregión vitícola de Valle de Curicó son 15, a saber: Chardonnay, Chenin Blanc, Gewürztraminer, Marsanne, Moscatel de Alejandría, Pedro Jiménez, Pinot gris,  Riesling, Roussanne, Sauvignon gris, Sauvignon vert, Semillón, Torontel, Viognier y  Sauvignon Blanc, este último con 4.733, 82 ha cultivadas.

### Viníferas tintas
Los cultivos de variedades viníferas tintas poseen una superficie de 12.091,06 ha, es decir, el 61% de la superficie vitícola en toda la subregión vitícola de Valle de Curicó.
Las variedades tintas son 20 distintas, a saber: Alicante Bouschet, Cabernet Franc,  Carignan, Carménère, Cinsault, Malbec, Garnacha, Garrut, Lacrimae Christi, Merlot, Monastrell, Misión (país), Petit Verdot, Petit Syrah, Pinot Noir,  Syrah, Tempranillo, Tintoreras, Verdot y Cabernet Sauvignon con un total de esta última variedad de 5.443,80 ha.